# Тахуеко
Тахуеко (ісп. Tajueco) — муніципалітет в Іспанії, у складі автономної спільноти Кастилія-і-Леон, у провінції Сорія. Населення — 89 осіб (2010).
Муніципалітет розташований на відстані близько 140 км на північний схід від Мадрида, 40 км на південний захід від Сорії.

## Демографія
Динаміка населення (INE ):

## Галерея зображень

Розташування муніципалітету Тахуеко